# Justice League: Mortal
Pour plus de détails, voir Fiche technique et Distribution.
Justice League: Mortal est le titre d'un film de super-héros de 2009 jamais réalisé, basé sur les personnages de DC Comics liés à la Justice League, prévu pour être réalisé par George Miller sur un scénario de Kieran et Michele Mulroney. Miller's Justice League Mortal est également un documentaire prévu pour 2018 sur la production avortée du film, réalisé par Ryan Unicomb et produit par Maria Lewis et Aaron Cater.

## Synopsis
Le film devait montrer comment Batman, décelant le potentiel destructeur des méta-humains pour le monde, a créé un programme afin de surveiller et éventuellement neutraliser la Justice League. Son invention se retourne contre lui, à la suite des manipulations de Maxwell Lord et Talia al Ghul. Lord utilise également une nanotechnologie capable d'anéantir les super-héros, en transformant les personnes contaminées en cyborgs. Après de nombreuses péripéties, l'affrontement se serait conclu sur le sacrifice de The Flash, qui court jusqu'à la vitesse de la lumière pour détruire la nanotechnologie de Maxwell Lord.

## Distribution
Justice League: Mortal
- D. J. Cotrona : Clark Kent / Superman
- Armie Hammer : Bruce Wayne / Batman
- Megan Gale : Diana Prince / Wonder Woman
- Adam Brody : Barry Allen / Flash
- Common : John Stewart / Green Lantern
- Santiago Cabrera : Arthur Curry / Aquaman
- Hugh Keays-Byrne : J'onn J'onzz / Martian Manhunter
- Zoe Kazan : Iris Allen
- Jay Baruchel : Maxwell Lord
- Teresa Palmer : Talia al Ghul
- Anton Yelchin : Wally West / Flash

## Production

### Film original
En février 2007, Warner Bros. engage Kieran et Michele Mulroney pour écrire un script sur la Justice League. Ils rendent le script de Justice League: Mortal en juin, qui reçoit l’aval du studio. Le scénario s'inspire des arcs Justice League : La Tour de Babel, Superman : Sacrifices et Crisis on Infinite Earths.
George Miller signe pour le réaliser en septembre 2007, espérant commencer le tournage avant que ne commence la grève de la Writers Guild of America de 2007. D'autre part, le studio envisageait de filmer Justice League: Mortal complètement en capture de mouvement, technique déjà appliquée dans Beowulf. Barrie Osbourne est attaché à la production avec un budget de 220 millions USD.
Le tournage devait commencer en février 2008. Miller a voulu tourner en Australie, puis y assurer la post-production. Certains plans devaient avoir lieu aux Sydney Heads (en), et des lycées locaux ont été visités.
En janvier 2008, Warner Bros. annonce que la production du film est suspendue pour une durée indéfinie, gardant une option pour le casting. Le studio considérait le script comme perfectible, mais la grève des scénaristes empêchait tout travail supplémentaire. Dès la fin de la grève, Warner a voulu lancer le tournage à la mi-avril 2008. Ils visaient encore une sortie en salles pour l’été 2009 et espéraient que le tournage serait entamé en juillet 2008. En février 2008, il est annoncé que la production est déplacée au Canada, malgré le souhait de Miller de garder la production aux Fox Studios Australia. Warner Bros. craignait encore une relance de la grève des scénaristes en juin 2008. Le couple Mulroney reprend alors la réécriture du script pour validation par Warner Bros. et par Miller. Le 19 mars 2008, le titre Justice League Mortal est annoncé, et la production est officiellement délocalisée d'Australie, notamment à la suite d'un refus de réduction de taxes de 40% au motif que le casting ne comptait pas assez d'acteurs australiens. Miller déclare à ce sujet : « Une opportunité unique dans une vie pour l'industrie du cinéma australien a été gaspillée par des choix paresseux. Ils jettent par les fenêtres des centaines de millions de dollars d'investissement que le reste du monde se bat pour avoir et bien plus important, des postes créatifs très compétents. »
Marit Allen a été engagée pour concevoir les costumes mais elle meurt pendant la pré-production en novembre 2007. Weta Workshop reprend la conception des costumes, une décision ouvrant la possibilité pour la compagnie-sœur, Weta Digital, de se charger des effets visuels.
Armie Hammer est revenu dans plusieurs interviews sur la préparation du film, révélant que George Miller avait un storyboard très précis du film, et que lui-même avait travaillé avec un psychiatre pour incarner un Batman paranoïaque évoluant parmi les membres surhumains de la Justice League,.
Avec les résultats de Superman Returns considérés comme décevants et le succès de The Dark Knight : Le Chevalier noir pendant l'été 2008, Warner Bros. va finalement attendre le dernier film de la trilogie de Christopher Nolan, le réalisateur ayant dès lors un droit de regard sur les adaptations de Batman et ne souhaitant pas faire cohabiter deux versions du personnage au cinéma, ni intégrer la Ligue de Justice dans son univers filmique. Le studio profitera de la bonne réception de Man of Steel pour annoncer un reboot de l'univers et relancer un nouveau projet de film, Justice League, réalisé par Zack Snyder pour une sortie en 2017. Mais le film sera un échec, en raison d’une post-production difficile.
En résumé, ce qui a fait annuler le film est dû à cause de la grève des scénaristes qui a retardé le tournage et le triomphe concurrent du The Dark Knight de Christopher Nolan.

### Jeu vidéo
Un jeu vidéo était en développement par le studio Double Helix Games pour promouvoir le film. Également appelé Justice League Mortal, ce devait être un beat them all en 3D à la 3e personne. Prévu pour une sortie autour de 2009, le jeu avait suscité beaucoup d'intérêt, mais la suspension de la production du film a entrainé celle du jeu. Aucune démo jouable n'a émergé, seuls des visuels circulent en ligne.

### Documentaire
Un projet de documentaire sur le film avorté a été annoncé le 25 mai 2015. Le 17 juillet 2015, trois affiches représentant Batman, Superman et Green Lantern sont publiées. Le projet Miller's Justice League Mortal est une coproduction entre Purryburry Productions et Caldwell Entertainment,.